# Gonzalo Bulnes

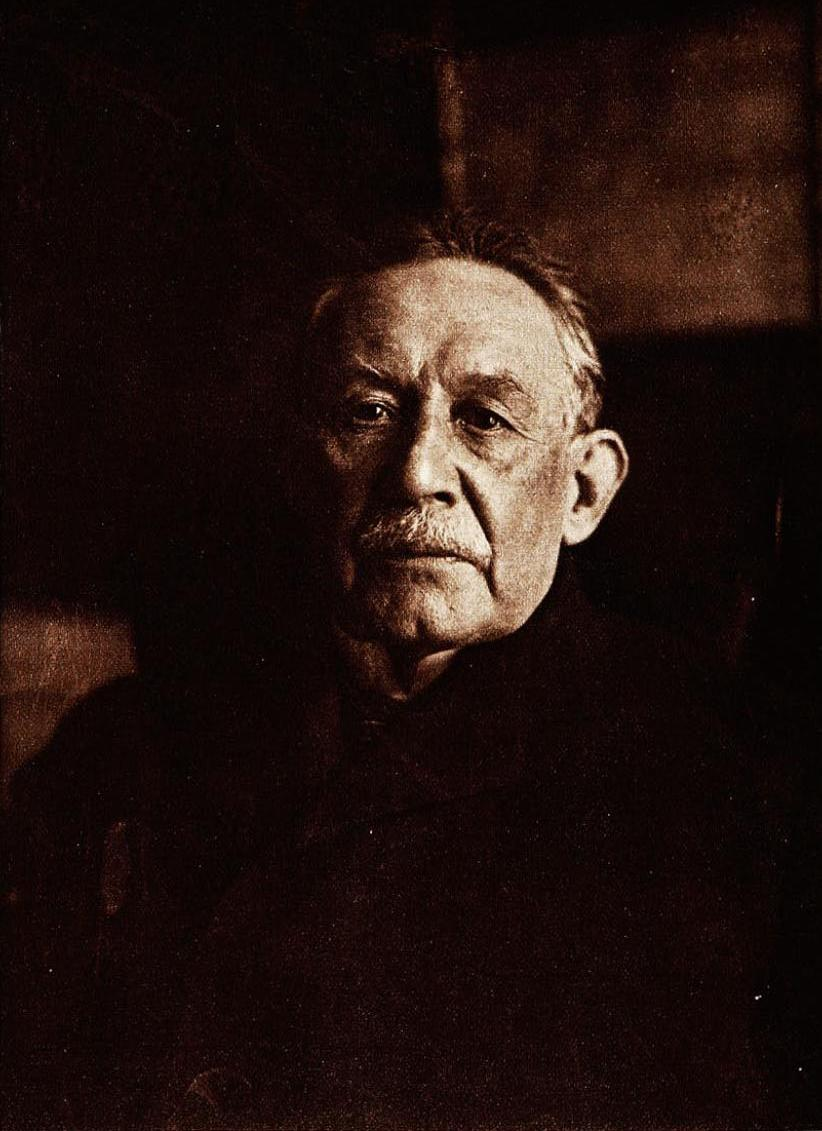
Gonzalo Bulnes Pinto circa 1915.

Gonzalo Bulnes Pinto (Santiago, 19 de noviembre de 1851-Santiago de Chile, 17 de agosto de 1936) fue un agricultor, historiador, miembro del Partido Liberal y político chileno.

## Primeros años de vida
Hijo del presidente de la República Manuel Bulnes Prieto y de Enriqueta Pinto Garmendia, nieto por tanto del presidente Francisco Antonio Pinto y sobrino del presidente Aníbal Pinto. Realizó sus estudios en el Colegio de los Sagrados Corazones de Santiago; el Instituto Nacional y el Colegio Villarino.
En su niñez, relata Gonzalo Bulnes, su padre, consciente de la importancia de Andrés Bello en Chile, le hizo visitar su funeral:
Contaba Gonzalo Bulnes: "que su padre lo condujo hasta la casa de don Andrés, desde el colegio, y tengo presente en mi memoria la casa donde vivía el sabio, en la calle Catedral, la pieza a la cual entramos, donde yacía el cuerpo inanimado. A los pies del lecho estaba arrodillada una señora, rezando fervorosamente, quien le tomó una mano al muerto y le dijo: Hasta luego, señor [...] Yo pregunté a mi padre, visiblemente emocionado, quién era la dama y él me respondió, que era doña Mercedes Marín del Solar. Al marcharnos de la casa de don Andrés, mi padre me agregó: Te he traído para que veas al señor Bello, aunque muerto, porque en tu vida te habrás de sentir honrado con haber estado cerca de él".

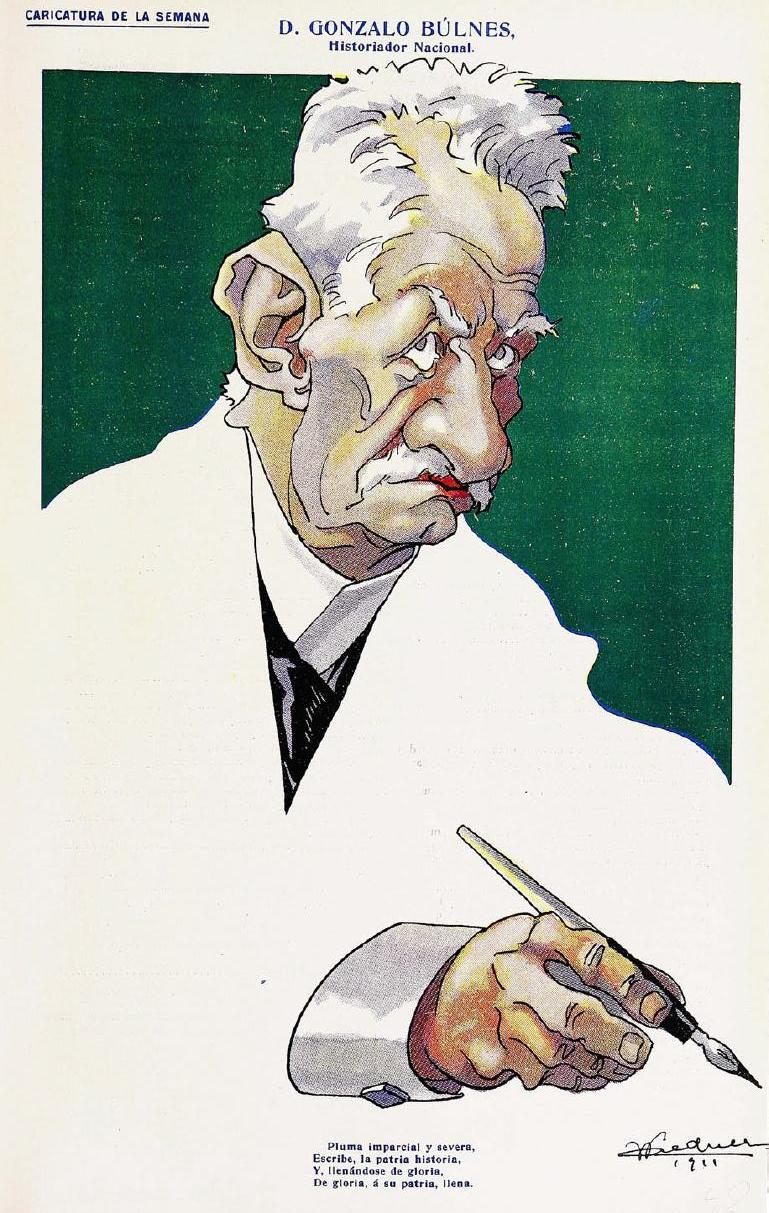
Caricatura de Bulnes

Tuvo desde siempre predilección por la investigación histórica, realizando un viaje a Europa para completar sus estudios de esta, donde se vio influido por los historiadores Ernest Renan, Phileste y Emile Chasles.
Contrajo matrimonio con Carmela Correa y Sanfuentes, hija de Juan de Dios Correa de Saa y Toro-Zambrano (hijo a su vez de Juan de Dios Correa de Saa y Martínez) y de Carmela Sanfuentes y del Sol, en la Parroquia del Sagrario, el Santiago 15 de julio de 1875. Sus hijos fueron Gonzalo, Francisco, Juan de Dios, Carlos y Luisa Bulnes Correa.
A su regreso a Chile, inició sus trabajos historiográficos, focalizándose en la historia militar de su país. Su obra cumbre es la Guerra del Pacífico, en tres tomos.

## Vida política
Militó en el Partido Liberal. Se desempeñó como primer intendente de Tarapacá (entre el 26 de febrero de 1884 y el 2 de octubre de 1885), fue subsecretario de Guerra en Iquique en 1891, fue embajador extraordinario en Argentina en 1918 y embajador extraordinario en Ecuador.
Llegó a ser diputado por Rancagua en el periodo 1882-1885; por Rancagua, Cachapoal y Maipo entre 1901 y 1903; y senador por Malleco en dos oportunidades (entre 1912 y 1918, y desde 1918 hasta 1924). Fue considerado uno de los parlamentarios más cultos y completos del país.[cita requerida]

## Bulnes como historiador
Según Juan Luis Ossa Santa Cruz:
Bulnes fue influenciado por el positivismo historiográfico decimonónico, aquel que se construyó sobre los pilares del método “narrativo” de Andrés Bello y las interpretaciones “filosóficas” de José Victorino Lastarria. Veremos que, a pesar de las diferencias entre ambas vertientes historiográficas, Bulnes bebió de ambas escuelas: de Bello heredó el método ad narrandum al escribir sus principales obras. De Lastarria, en tanto, tomó una visión particularmente negativa del pasado español (y, por tanto, nacionalista). Además, en los escritos de Bulnes se aprecia —como en los del pensador liberal— una confianza ciega en el progreso material y político de Chile

## Obras
Gonzalo Bulnes se dedicó preferentemente a estudiar las guerras del siglo XIX chileno, especialmente desde sus perspectivas diplomáticas, militares y políticas. Algunas de las obras están disponibles en el Internet Archive.
- Historia de la Campaña del Perú en 1838
- Historia de la Expedición Libertadora del Perú: 1817-1822
- Don Juan Martínez de Rozas: 1759-1813
- Últimas campañas de la Independencia del Perú: 1822-1826
- Chile y la Argentina: un debate de 55 años
- Nacimiento de las repúblicas americanas 1810
- Guerra del Pacífico, Tomo I, De Antofagasta a Tarapacá
- Guerra del Pacífico, Tomo II, De Tarapacá a Lima
- Guerra del Pacífico, Tomo III, Ocupación del Perú, La paz